# Domesticiranje
Domesticiranje je proces promjene do koje dolazi unutar jedne vrste pri prelasku od divlje životinje ili biljke u pripitomljen i udomaćeni oblik. Tijekom dužeg vremenskog razdoblja i kroz više generacija životinja ostaje genetski izolirana od svojih divljih srodnika, jer se nalazi pod nadzorom, zaštitom i brigom ljudi.

## Domesticiranjedivljih životinja
Domesticiranje divljih životinja odvija se na način, da ljudi odabiru za daljnji uzgoj jedinke čije osobine najviše odgovaraju poželjnim svojstvima, na primjer niži stupanj agresivnosti prema pripadnicima vlastite vrste i prema ljudima. Ovo se ne smije zamijeniti s pripitomljavanjem pojedine životinje. Svrha domesticiranja je preoblikovanje divljih životinja u čovjeku korisne životinje ili u kućne ljubimce. 
Domesticiranje jedne vrste životinja bitno mijenja pretpostavke za njen razvoj. Prirodni evolucijski razvoj se prekida, a zamjenjuje ga umjetni odabir prema uzgojnim kriterijima ljudi. Time se u okviru domesticiranja mijenjaju genetičke osobine životinja.

## Važne vrste domesticiranih životinja

### Zvijeri
Vukovi su kao psi bili prve domaće životinje. U početku su korišteni za pomoć u lovu, da bi kasnije postali psi čuvari. Najstariji dokaz je otisak šape star oko 23.000 godina. No, genetička istraživanja su pokazala, da su se vuk i pas razdvojili još puno ranije, prema procjenama prije oko 125.000 godina. Prema tome, pas, odnosno vuk, je bio domaća životinja jo puno ranije. 
Mačke su puno kasnije domesticirane zvijeri, prije oko 3.500 godina. One su potisnule već ranije domesticiranog Mustela putorius furo, koji vjerojatno potiče od europskog tvora. Mačka je ovu domesticiranu životinju u Europi potisnula tek nakon početka nove ere.

### Biljožderi
Čovjek je koze, ovce i goveda a vjerojatno i svinje domesticirao već oko 80.000 godina pr. Kr. a konje oko 3.500 godina pr. Kr. Sve ove vrste su ljudima u početku služile samo kao hrana, a koze, ovce i goveda i za snabdijevanje sekundarnim proizvodima, mlijekom i sirom. Prva radna životinja je bio vol, kastrirani bik. Korišten je bio za vuču već od oko 5.500 godina pr. Kr. Tome su se kasnije pridružili magarci i konji, da bi na kraju postali i jahaće životinje. 
U novijoj povijesti ovim životinjama su se pridružili ljame, morska prasad i sjeverni jeleni, u početku kao izvor mesa. Kasnije, morska prasad postaju u Europi omiljeni kućni ljubimci. Slično je i s nekim hrčcima. 
Domesticiranje konja je uspjelo, kako se čini, u više različitih dijelova svijeta nekako u isto vrijeme. Znanstvenici koji su proučavali mitohondrijski DNK konja, utvrdili su da ne postoji zajedničko porijeklo konja. Konj je nakon ledenog doba preživio tek kao "ostatak populacije" (iberijski konji). Prvo domesticiranje konja uspjelo je u stepama Istoka. Nakon toga, posvuda je uslijedilo domesticiranje.

## Promjena svojstava domesticiranjem
Kod domesticiranja dolazi do cijelog niza promjena osobina u odnosu na divlje oblike iste vrste. To se naziva efektom domesticiranja:
- Smanjenje mase mozga za oko 20-30%, najviše u onim dijelovima mozga koji su značajni za obradu informacija koje šalju pojedina osjetila;
- Povećanje onih svojstava koja su korisna čovjeku (n.pr. povećanje mliječnosti kod goveda);
- Promjena i gubitak nekih svojstava (n.pr. smanjenje agresivnosti)
- Reduciranje zubala i rogova;
- Promjena boje krzna od maskirnih prema upadljivijim, raznovrsnijim bojama;
- Smanjenje obraštenosti dlakama (n.pr. kod svinja);
- Reduciranje probavnog trakta;
- Stvaranje pasmina koje dijelom pokazuju značajne razlike u osnovnom izgledu (n.pr. malene pasmine pasa, jednako kao i bernardinac, potječu od istog pretka, vuka);
- Manje razvijeni refleksi bijega i obrane;
- Povećana sposobnost razmnožavanja;
- Manje izražena briga za potomstvo.

Kako se slične promjene mogu opaziti kod Homo sapiensa u odnosu na neandertalca, neki biolozi (među ostalima Konrad Lorenz) govore o domesticiranju čovjeka tijekom njegovog razvoja.